# Station Park
Station Park – stadion piłkarski w Forfar, Szkocja. Swoje mecze rozgrywa na nim klub piłkarski Forfar Athletic, występujący w Scottish Football League Third Division.
Obecna pojemność stadionu to 4602, z czego tylko 739 to miejsca siedzące. W przeszłości frekwencja na stadionie była znacznie wyższa, osiągając swój rekordową wartość w 1970, w meczu przeciwko Rangers, który obejrzało 10 780 widzów. Liczba miejsc została ograniczona z powodów bezpieczeństwa, jednak nadal należy do największych w Third Division.